# Leptothrix cholodnii
Leptothrix cholodnii es una bacteria gramnegativa del género Leptothrix. Fue descrita en el año 1963. Su etimología hace referencia al bacteriólogo ruso N. Cholodny. Es aerobia y móvil por flagelo polar. Tiene un tamaño de 0,7-1,5 μm de ancho por 2,5-15 μm de largo. Crece de forma individual, en parejas o en cadenas. Forma colonias irregulares y de color marrón oscuro. Temperatura de crecimiento entre 10-35 °C. Oxidasa positiva. Es la única especie de Leptothrix capaz de mantener la vaina en condiciones de laboratorio. Se ha aislado de aguas con minerales de hierro y manganeso, y también de aguas residuales.